# Société biblique

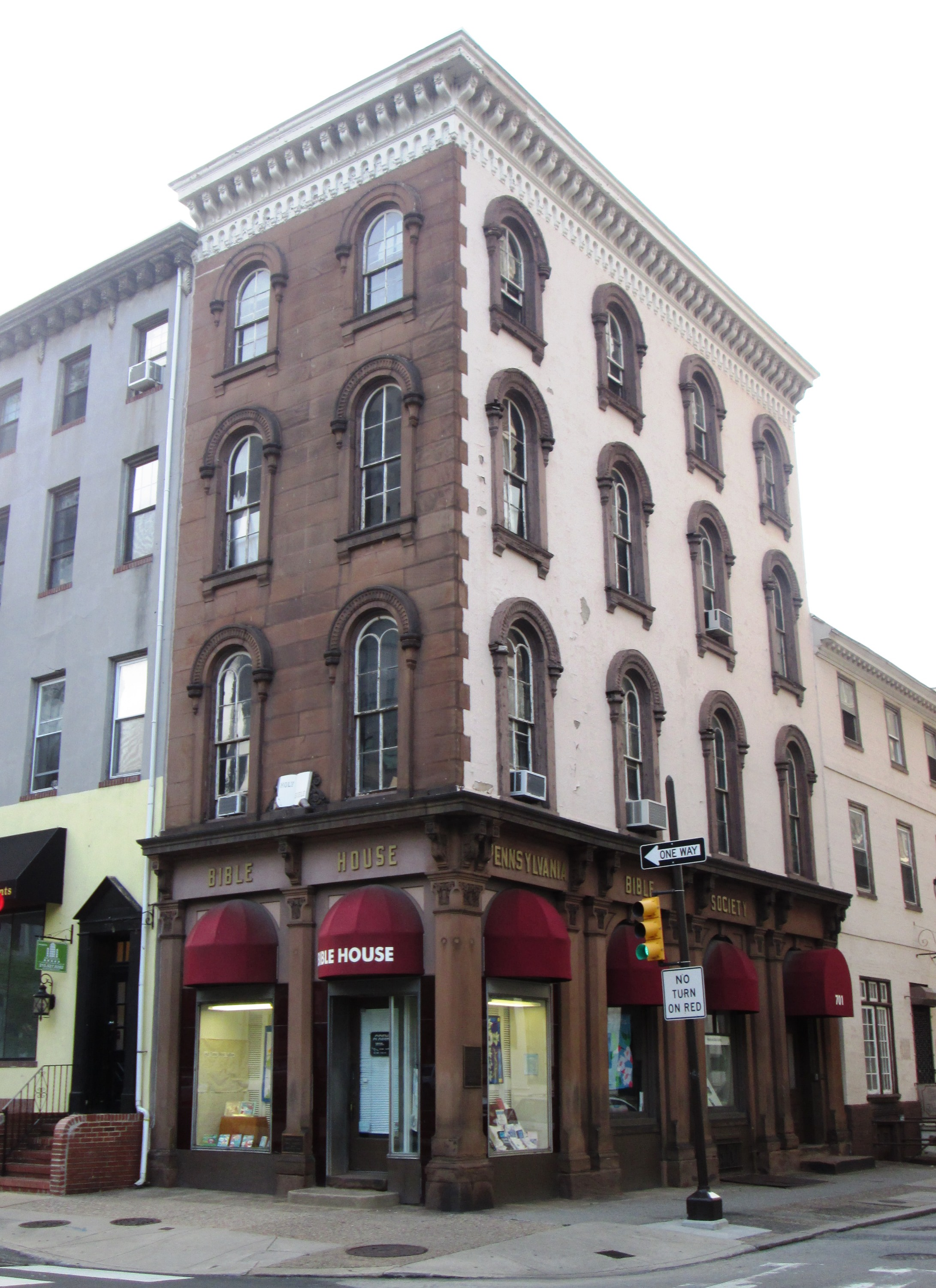
La Société biblique de Pennsylvannie, à Philadephie

Une société biblique est une organisation à but non lucratif, généralement œcuménique, spécialisée dans la traduction, la publication et la distribution de la Bible à des coûts abordables. 
La plupart des sociétés bibliques sont protestantes. Certaines d'entre elles travaillent en collaboration avec les catholiques.
- L'Alliance biblique universelle
- L'Institution biblique de Halle, la plus ancienne société biblique du monde fondée en 1710
- L'association internationale des Gédéons
- La British and Foreign Bible Society du Royaume-Uni
- La société biblique américaine
- La société biblique canadienne
- La Société biblique francophone de Belgique
- L'Alliance biblique française
- La société biblique de Genève
- La société biblique internationale de New York
- La société biblique trinitaire